# Masdevallia zahlbruckneri
Masdevallia zahlbruckneri là một loài thực vật có hoa trong họ Lan. Loài này được Kraenzl. mô tả khoa học đầu tiên năm 1921.

## Hình ảnh

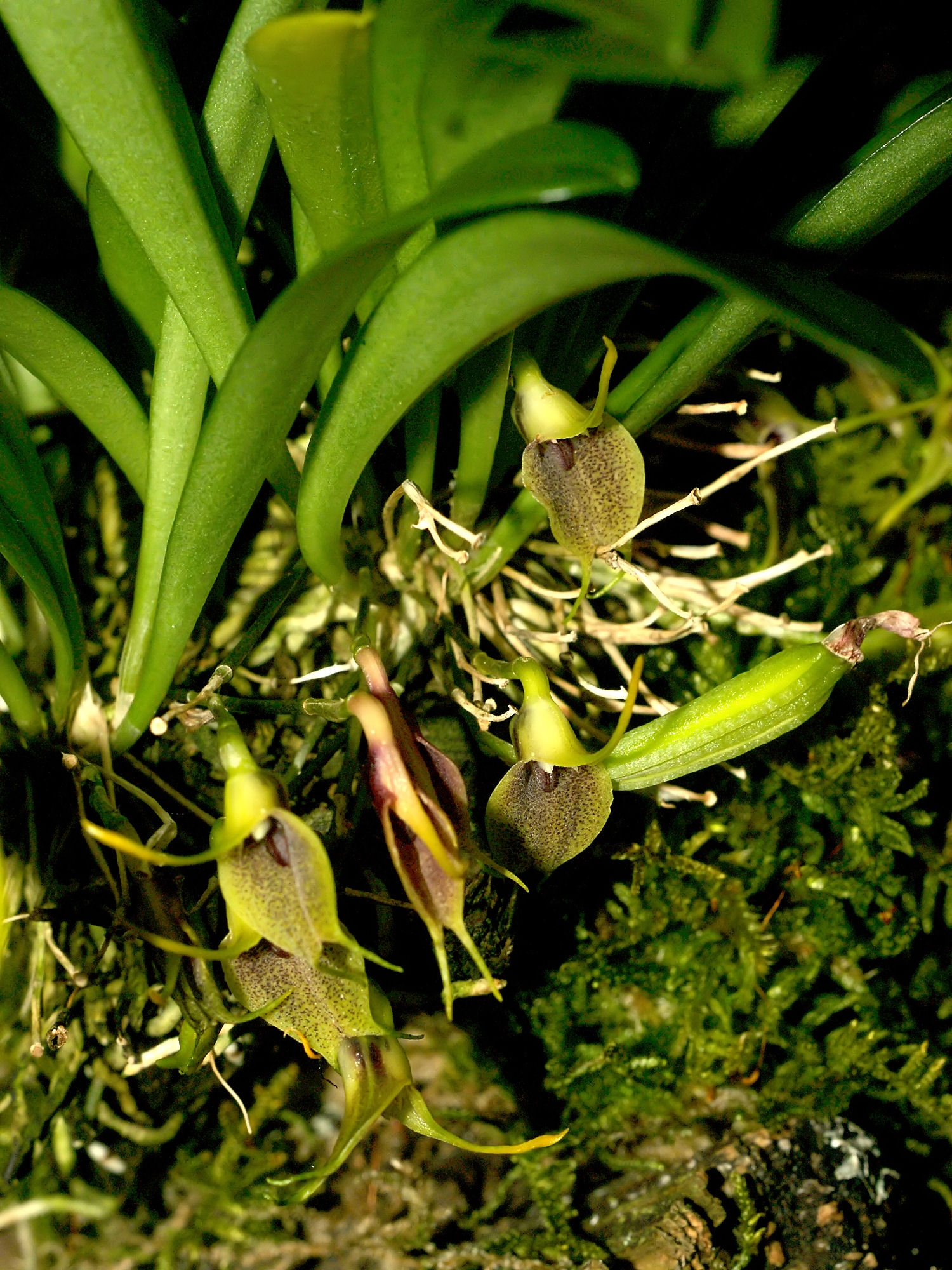
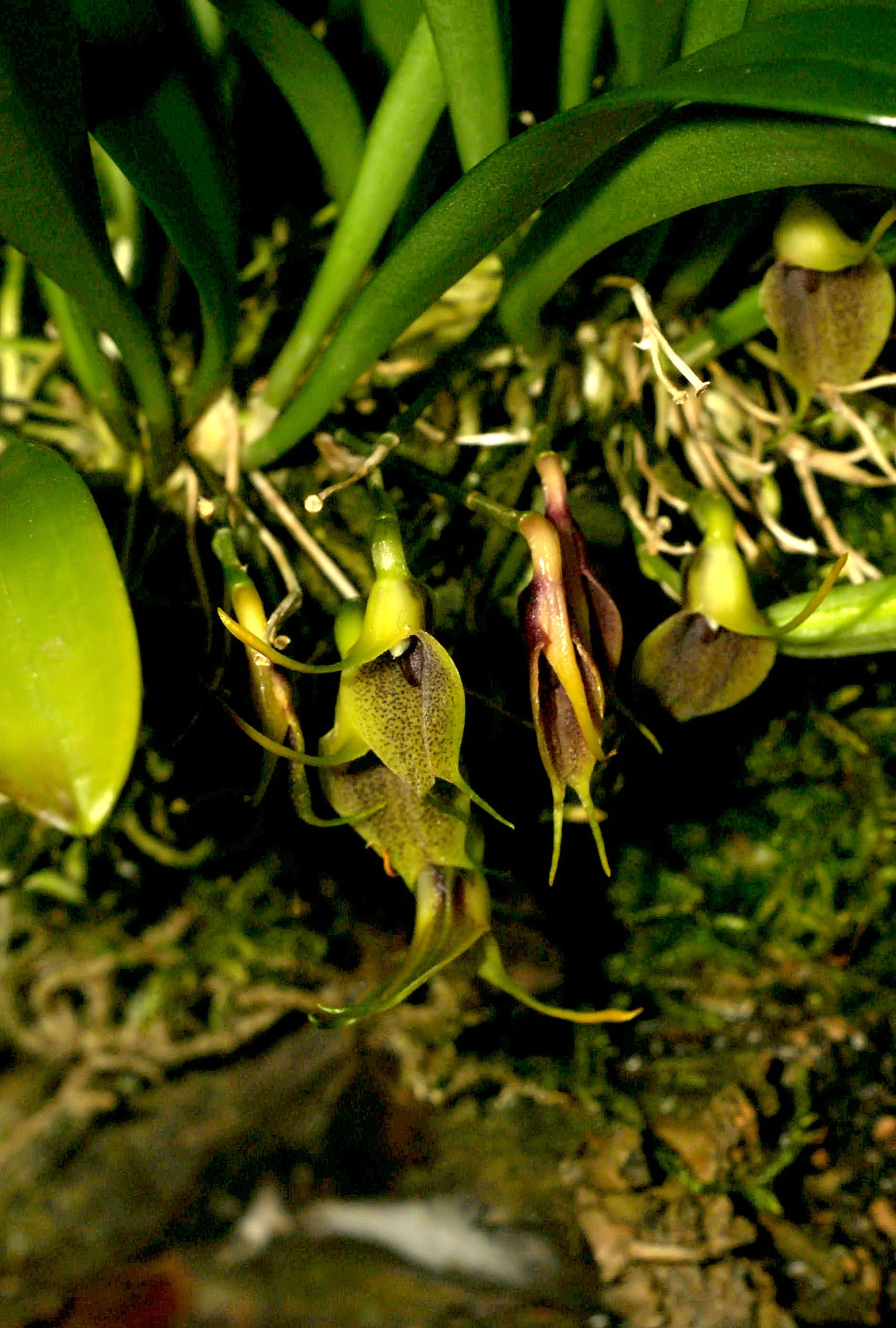